# Dalsland

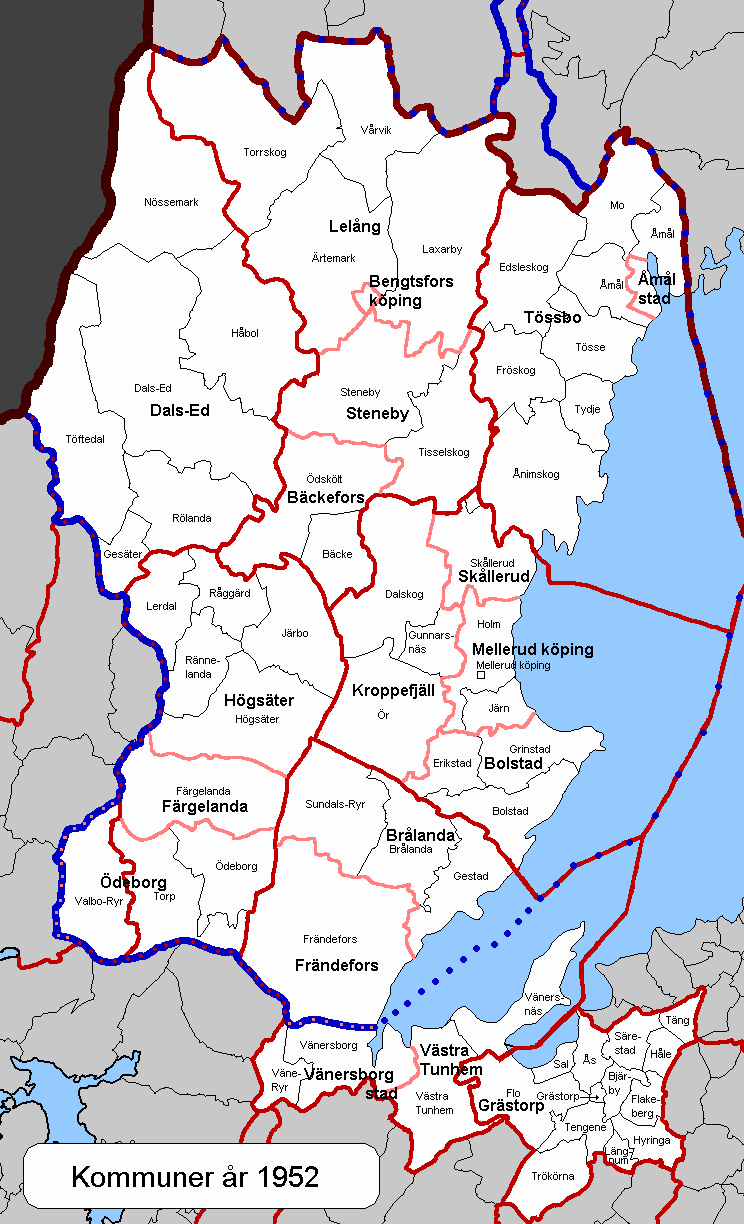
Mapa Dalslandu

Dalsland je historický region na jihozápadě Švédska, mezi jezerem Vänern a norskou hranicí. Má rozlohu 3708 km² a žije v něm okolo padesáti tisíc obyvatel, tradičním střediskem je Åmål. Většina Dalslandu je součástí kraje Västra Götaland, pouze jeho nejsevernější část zvaná Dalboredden patří k Värmlandu.

## Historie
Oblast je osídlena od pravěku, ve středověku byla sporným územím mezi Norskem a Švédskem, ve 12. století se stala švédskou provincií (landskap). Král Gustav I. Vasa jí udělil jako znak rudého vola ve stříbrném poli. V roce 1634 došlo ve Švédsku ke správní reformě a území provincie bylo rozděleno mezi nově zřízené kraje Älvsborg a Värmland. Název Dal (švédsky „údolí“) se původně vztahoval pouze na nížinu u jezera Vänern, ale později se rozšířil na celý region. Od 19. století se začal oficiálně používat název Dalsland pro lepší rozlišení od jiného švédského kraje Dalarna. V devatenáctém a dvacátém století se z tohoto chudého regionu vystěhovalo množství obyvatel do Severní Ameriky.

## Přírodní podmínky
Dalsland má hustotu zalidnění pouze čtrnáct obyvatel na kilometr čtvereční. Většinu území pokrývají borové lesy, v Dalslandu se nachází přes tisíc jezer, z nichž nejvýznamnější jsou Stora Le, Lålang a Västra Silen. Žije zde los evropský, rys ostrovid, bobr evropský, tetřev hlušec, orlovec říční a další ohrožené druhy, oficiální zvířecím symbolem Dalslandu je havran polní. Na území obce Dals-Ed v západním Dalslandu byl roku 1996 vyhlášen národní park Testicklan, chráněnou oblastí je i močálovitá plošina Kroppefjäll. Dopravě slouží Dalslandský kanál z šedesátých let 19. století s pozoruhodným akvaduktem u vesnice Håverud. Místní ekonomika je založena na těžbě a zpracování dřeva, existují zde i menší strojírenské podniky, v regionu Dalboslätten se provozuje zemědělství, především pěstování ovsa. Významný je turistický ruch, Dalsland nabízí řadu příležitostí k cyklistice, kanoistice, lyžování, rybaření a sběru lesních plodů.

## Lidské osídlení a kultura
Pro svou přírodní rozmanitost i bohatství lidových tradic bývá Dalsland nazýván „Švédsko v miniatuře“, jak ho označil princ Evžen Švédský. Místní obyvatelé si říkají dalslänningar a hovoří dialektem dalbo. Jediným větším městem je starobylý Åmål s necelými deseti tisíci obyvateli, dalšími významnými centry jsou Bengtsfors a Mellerud. V roce 2015 se uvádí, že na celém území Dalslandu není jediný výtah, silniční semafor, parkovací automat ani restaurace McDonald’s.